# Paul Girard (médecin)
Pour les articles homonymes, voir Girard et Paul Girard.
Paul François Girard, né le 27 décembre 1905 à L'Arbresle et mort le 16 avril 1989 à Lyon, est un neurologue, psychiatre universitaire et historien de la médecine français ayant enseigné à l'université Claude Bernard-Lyon I.

## Biographie

### Jeunesse et formation
Interne des hôpitaux de Lyon en 1927, il a pour maîtres Jean Lépine (1876-1967) en psychiatrie (dont il devient chef de clinique), J. F.Martin en neuropathologie ainsi que Jules Froment (1878-1946), Louis Bériel (1878-1965) et Jean Dechaume (1896-1968) dans le domaine de la clinique neurologique. Il s'intéresse aussi à l'histoire de la médecine auprès de Maurice Péhu (1874-1945.

### Carrière hospitalo-universitaire
Il est agrégé de neurologie en 1946, année à partir de laquelle il dirige le service de neurologie de l'hôpital de l'Antiquaille de Lyon. En 1965, il exerce et enseigne à l'hôpital neurologique et à l'hôpital psychiatrique du Vinatier.
Il est aussi professeur de médecine expérimentale, membre de l'Académie des sciences, belles-lettres et arts de Lyon de 1979 jusqu'à sa mort, en 1989 et président de la Société française de neurologie en 1976.

### Dernières années
Il meurt à l’âge de 83 ans, à son domicile, dans le 2e arrondissement de Lyon.

## Ouvrages
- Médecine expérimentale, 1967
- Psychiatrie de l'enfant et de l'adolescent , 1975
- « Histoire de la neurologie », dans Jacques Poulet, Jean-Charles Sournia, Marcel Martiny, Histoire de la medecine, de la pharmacie, de l'art dentaire et de l'art vétérinaire, vol. 3, Société française d’éditions professionnelles et scientifiques, Albin-Michel, Laffont, Tchou, 1978, p. 325-389
- Histoire de la psychiatrie à Lyon, 1988 (préface)